# Dobrić (Serbia)
Dobrić (cyr. Добрић) – wieś w Serbii, w okręgu maczwańskim, w mieście Šabac. W 2011 roku liczyła 1044 mieszkańców.